# Campidoglio (Jefferson City)
Il Campidoglio di Jefferson City (in inglese Missouri State Capitol) è la sede governativa dello Stato del Missouri, negli Stati Uniti d'America.
Fu completato nel 1917 in stile neoclassico.